# مون سونگ هیون
مون سونگ هیون (کره‌ای: 문성현؛ زادهٔ ۲ ژوئن ۲۰۰۶) بازیگر اهل کره جنوبی است.

## فیلم‌شناسی

### مجموعه تلویزیونی
| سال  | عنوان                          | نقش                   | منابع             |
| ---- | ------------------------------ | --------------------- | ----------------- |
| ۲۰۲۱ | سلام منم                       | چه سونگ وو / چه چی سو | [ ۲ ] [ ۳ ]       |
| ۲۰۲۱ | وینچنزو                        | جوانی جانگ هان سوک    | [ ۴ ] [ ۵ ]       |
| ۲۰۲۱ | دهکده ساحلی چاچاچا             | جوانی هونگ دو شیک     | [ ۳ ] [ ۴ ]       |
| ۲۰۲۱ | یکه و تنها                     | جوانی مین وو چون      | [ ۳ ] [ ۶ ]       |
| ۲۰۲۲ | ستاره‌های دنباله‌دار             | جوانی گونگ ته سونگ    | [ ۴ ] [ ۵ ]       |
| ۲۰۲۲ | کیمیای روح                     | جوانی سو یول          | [ ۴ ] [ ۵ ]       |
| ۲۰۲۲ | اوپنینگ - Stock of High School | لی رو وون             | [ ۳ ] [ ۲ ]       |
| ۲۰۲۲ | زیر چتر ملکه                   | شاهزاده شیم سو        | [ ۴ ] [ ۵ ] [ ۷ ] |
| ۲۰۲۲ | تولد دوباره در خانواده پولدار  | جوانی جین سونگ جون    | [ ۴ ] [ ۵ ] [ ۸ ] |
| ۲۰۲۴ | ملکه اشک                       | جوانی بک هیون وو      | [ ۹ ]             |

### مجموعه اینترنتی
| سال  | عنوان        | نقش              | منابع             |
| ---- | ------------ | ---------------- | ----------------- |
| ۲۰۲۲ | پادشاه خوک‌ها | جوانی کانگ مین   | [ ۳ ] [ ۲ ] [ ۵ ] |
| ۲۰۲۲ | سقوط سهام    | جوانی ایم یه جون | [ ۱۰ ]            |